# Furnace Creek
Furnace Creek is een plaats (census-designated place) in de Amerikaanse staat Californië; ze valt bestuurlijk gezien onder Inyo County.
In Furnace Creek is het hoofdkwartier van het Death Valley National Park, alsook twee van zijn grootste toeristische faciliteiten, de Furnace Creek Inn en het Ranch Resort. Het golfterrein gelegen in de Ranch is het laagste ter wereld; het ligt 214 voet (65 meter) onder de zeespiegel. Het merendeel van de slaapaccommodaties is gesloten tijdens de zomer, doordat de temperatuur er de 52 °C kan overschrijden. Er is ook een bezoekerscentrum en tankstation in Furnace Creek. Het dorp wordt omgeven door een aantal kampplaatsen.
De luchthaven van Furnace Creek is gelegen op ongeveer 3/4 mijl ten westen van het hoofdkwartier.
Furnace Creek is recordhouder van de hoogste temperatuur ooit gemeten op aarde. Op 16 augustus 2020 werd 54,5 graden Celsius geregistreerd.
Furnace Creek was voorheen ook de basis van operaties in Death Valley voor de firma Harmony Borax Works die in 1890 werd opgekocht door de Pacific Coast Borax Company.
Bronnen in de Amargosa Range creëerden een natuurlijke oase in Furnace Creek. Deze bronnen zijn echter sterk verminderd doordat het water in het dorp wordt verdeeld.

## Demografie
Bij de volkstelling in juli 2010 werd het aantal inwoners vastgesteld op 24. De Timbisha-indianen hebben eeuwenlang de streek bewoond. Zij hebben grotendeels gezorgd voor de bouw en het behoud van de faciliteiten in Furnace Creek en maken nog steeds het grootste deel uit van de permanente bevolking.

## Geografie
Volgens het United States Census Bureau beslaat de plaats een oppervlakte van
80,1 km², geheel bestaande uit land. Furnace Creek ligt op ongeveer 55 m onder zeeniveau en is hiermee de laagst gelegen plaats in de VS, vastgesteld door het USCB.

## Plaatsen in de nabije omgeving
De onderstaande figuur toont nabijgelegen plaatsen in een straal van 80 km rond Furnace Creek.